# Faith Michael
Faith Michael, née Ikidi le 28 février 1987 à Port Harcourt, est une footballeuse internationale nigériane. Elle évolue au poste de défenseur en faveur du club suédois du Piteå IF, et de l'équipe du Nigeria.

## Biographie

### En équipe nationale
Avec les moins de 20 ans, elle participe à deux Coupes du monde, en 2004 et 2006. Elle atteint à chaque fois les quarts de finale, en étant battue par l'Allemagne, puis par le Brésil.
Elle dispute avec l'équipe du Nigeria trois Coupes du monde, en 2003, 2007 et 2011. Elle ne joue aucun match lors de l'édition 2003. Elle joue en revanche trois matchs en 2007, et à nouveau trois rencontres en 2011. 
Elle participe également à deux Jeux olympiques, en 2004 et 2008. Elle est quart de finaliste du tournoi olympique en 2004, en étant battue par l'Allemagne.
Elle remporte la Coupe d'Afrique des nations féminine de football 2018.